# دین لوری
دین لوری (انگلیسی: Dean Lorey؛ زادهٔ ۱۷ نوامبر ۱۹۶۷) یک نویسنده اهل ایالات متحده آمریکا است.